# Памятник малолетним узникам фашизма (Саратов)
Памятник малолетним узникам фашизма — скульптурная композиция, посвящённая детям Великой Отечественной войны, пережившим заключение в концлагерях нацистской Германии. Входит в мемориальный комплекс саратовского Парка Победы.

## История
Открытие памятника малолетним узникам фашизма состоялось 22 июня 2003 года, после митинга, посвящённого Дню памяти и скорби. В нём приняли участие губернатор Саратовской области Дмитрий Аяцков, заместитель председателя областной Думы Пётр Камшилов, первый заместитель министра труда и социального развития РФ Наталья Малышева, Главный федеральный инспектор по Саратовской области аппарата Полномочного представителя Президента России в Приволжском федеральном округе Ринат Халиков, представители органов государственной власти области, ветеранских и общественных организаций, представители Союзов бывших малолетних узников фашизма из стран дальнего и ближнего зарубежья. Авторами монумента стали скульпторы Андрей и Сергей Щербаковы, известные по ряду других памятников Саратова.

## Описание
Памятник находится на Соколовой горе, на одной из аллей Парка Победы. Он выполнен в виде сердца, на вершине которого размещены обращённые в разные стороны света лица-маски. На гранитном пьедестале выбита цитата из Бухенвальдского набата: «Люди мира, на минуту встаньте». Оригинальное решение и высокая художественная ценность делают памятник одним из наиболее примечательных в городе.
Рядом с памятником расположен информационный щит, на котором сообщается:
В 1945 году были освобождены:
11 апреля — узники Бухенвальда
22 апреля — узники Заксенхаузена
29 апреля — узники Дахау
30 апреля — узники Равенсбрюка
Из 4 миллионов 320 тысяч угнанных малолетних советских детей в живых вернулись ОДИН из 13
- Малолетним узникам фашизма
- Малолетним узникам фашистских концлагерей (установлено рядом с памятником)